# Veldenz

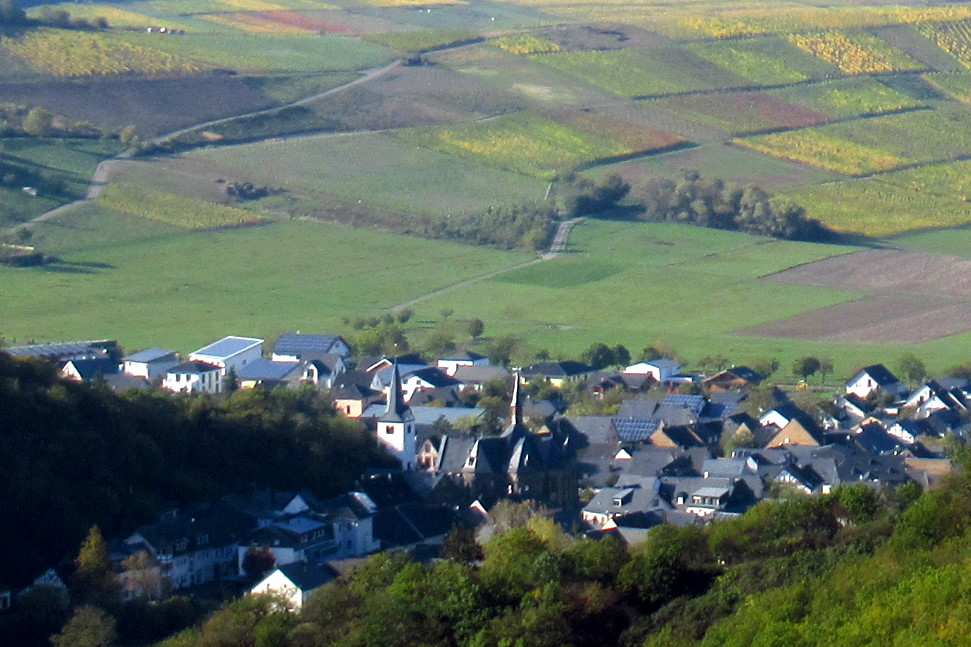
Das Dorf Veldenz vom Schloss Veldenz aus gesehen.

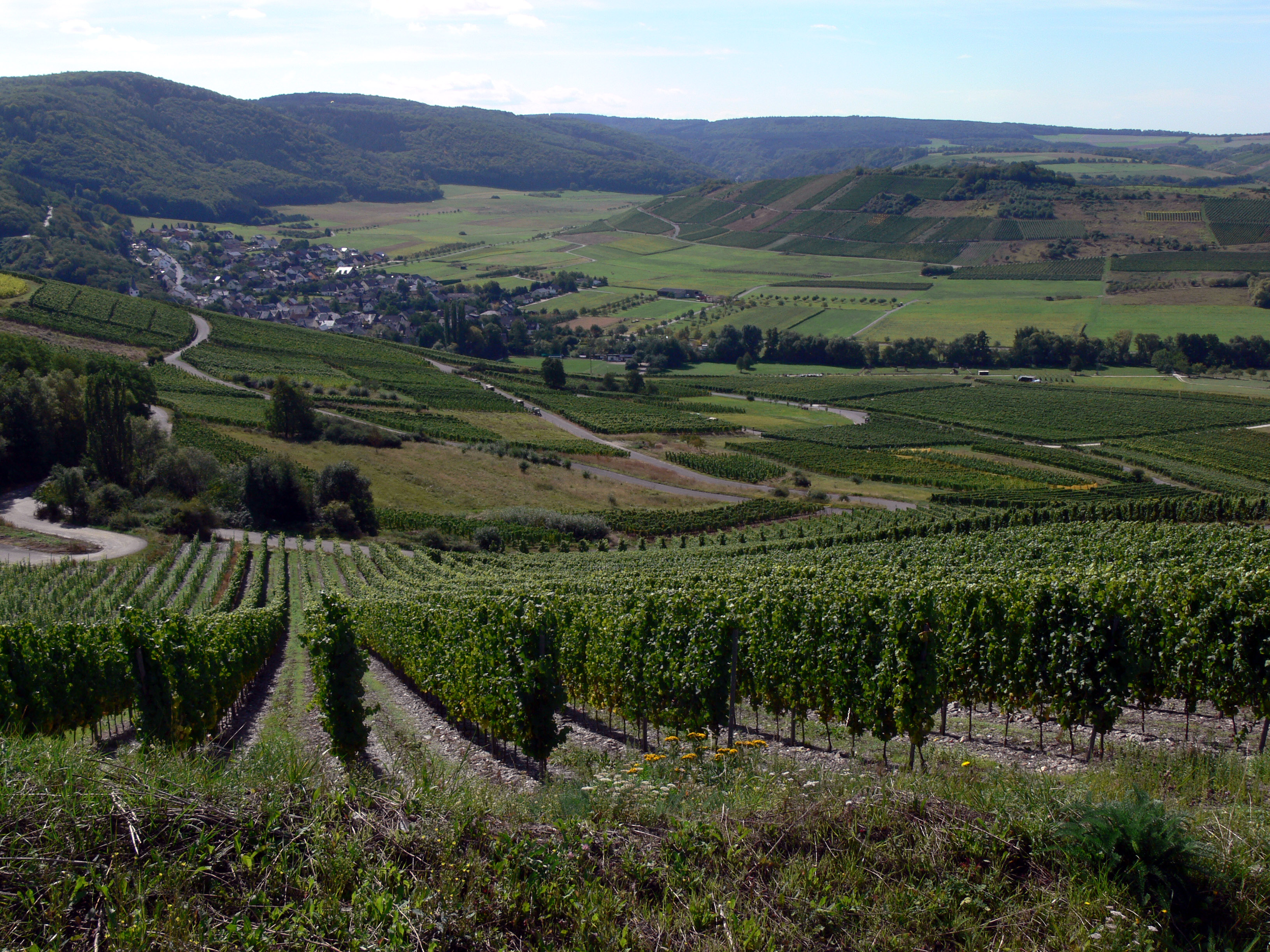
Das Veldenzer Tal ist ein trockengefallener Mosel-Mäander. Hier links das Dorf, rechts der Geisberg und im Hintergrund die Berge des Moselhunsrücks.

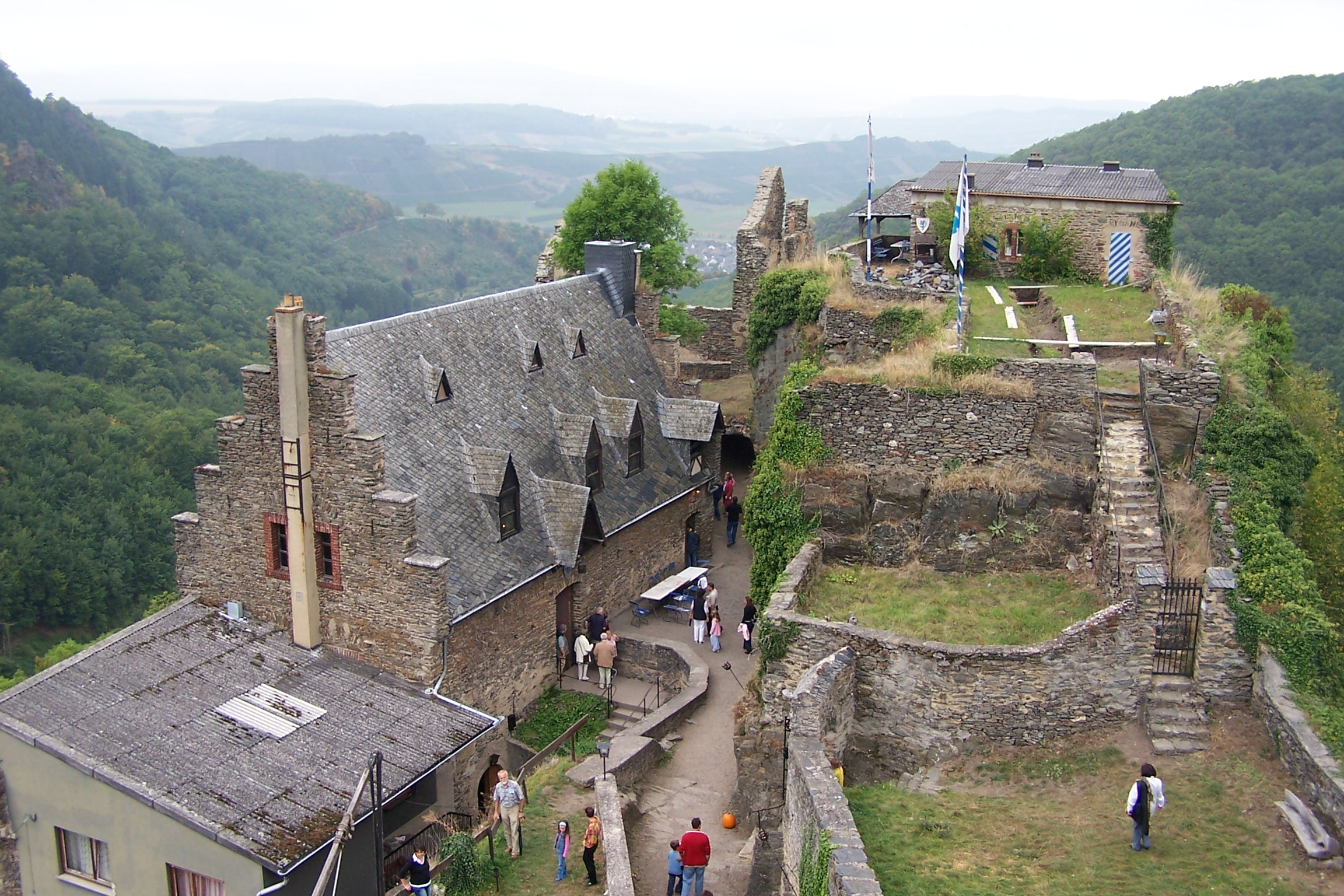
Schloss Veldenz am Tag des offenen Denkmals 2005

Veldenz ist eine rheinland-pfälzische Ortsgemeinde im Landkreis Bernkastel-Wittlich und ein staatlich anerkannter Erholungsort.

## Geographie

### Geographische Lage
Veldenz liegt im Bereich der Mittelmosel in einer weiten Tallandschaft, die von flachen Hängen und einstigen Moselschleifen bestimmt ist. Veldenz befindet sich auf der rechten Uferseite der Mosel, liegt jedoch nicht unmittelbar am Wasser, sondern rund zwei Kilometer landeinwärts direkt unter den ersten Hunsrückwäldern. Rund 850 Hektar der 1441 Hektar Gemeindefläche bestehen aus Wald; auf etwa 130 Hektar wird Weinbau betrieben.
Die amtlichen Gemeindeteile sind Helvetia, Schloss Veldenz, Thalveldenz, Veldenzer Bergfrieden, Veldenzerhammer und Veldenzer Hofbach.
Benachbarte Gemeinden sind Mülheim an der Mosel, Monzelfeld, Morbach, Gornhausen und Burgen.
Nächstgelegene Mittelzentren sind Bernkastel-Kues, etwa zehn Kilometer entfernt, und Wittlich, etwa 17 Kilometer entfernt.
Das Oberzentrum Trier liegt in etwa 45 Kilometer Entfernung.

### Klima
Veldenz liegt innerhalb der gemäßigten Klimazone; es herrscht ein im Vergleich zu anderen Regionen Deutschlands sehr warmes und sonniges Klima – im benachbarten Brauneberg wurde am 11. August 1998 die Rekordtemperatur von 41,2 °C im Schatten, die höchste jemals in der Bundesrepublik gemessene Lufttemperatur, festgestellt. Durch die Lage im Lee der Eifel werden Niederschläge bei Nordwestwetterlagen häufig abgehalten. Eine ständige Verdunstung des nahen Moselwassers führt zu regelmäßig hoher Luftfeuchtigkeit, die insbesondere im Sommer für teilweise belastendes, schwüles Wetter sorgt und auch zahlreiche Gewitter mit sich bringt.
Am 26. August 2011 wurde der Ort von einem schweren Gewitter heimgesucht, in dessen Verlauf durch Hagelschlag fast alle Hausdächer und viele Hauswände beschädigt wurden und ein Großteil der erntereifen Weinreben und andere Feldfrüchte vernichtet wurden.

## Geschichte

### Keltisch-römische Frühgeschichte
Das Veldenzer Tal gehörte ab etwa 500 v. Chr. zum Siedlungsgebiet der Treverer, einem keltischen Stammesverbund. Im Gallischen Krieg wurde ihr Land verwüstet, die Bevölkerung dezimiert und eines Großteiles ihrer Führungsschicht beraubt und schließlich wurden sie dem römischen Statthalter Galliens tributpflichtig unterstellt. Infolge wurde nach 50 v. Chr. bis etwa 500 n. Chr. Veldenz auch durch Römer besiedelt.
Wie in den umliegenden Gemeinden, sind in Veldenz etliche Spuren aus der Kelten- und Römerzeit gefunden worden. Oberhalb von Thalveldenz steht eine sogenannte Heidenmauer, der keltischer Ursprung zugeschrieben wird. Es handelt sich um einen 1.400 m² großen Wallkörper der auf dem Burgberg in 426 m eine mehr als sechs Hektar große Innenfläche schützt. Dort wurden Siliqua-Münzen  von Constantin III. (407–411) und Jovinus (411–413) gefunden, was auf eine militärische Nutzung durch die Römer hinweist. In der Nähe der Heidenmauer liegt ein römischer Grabhügel. Auch ein römisches Brandgrab wurde schon entdeckt. Im Ortskern von Veldenz befindet sich eine römische Therme die etwa Mitte des 2. Jahrhunderts n. Chr. angelegt und Mitte des 4. Jahrhunderts erneuert wurde und zu einer noch nicht weiter ausgegrabenen Villa rustica gehört.

### Mittelalter

#### 6. bis 11. Jahrhundert / Veldenz wird Bischofsgut
Es wird vermutet, dass Veldenz zwischen dem 6. und dem 9. Jahrhundert ein Allod, d. h. Eigentum des Bistums Verdun wurde. Weil es in keiner der wenigen Urkunden, die sich auf diese Epoche beziehen explizit genannt wird, ist unsicher, wann und wie es zum Bistum Verdun bzw. an das Kloster St. Maria Magdalena in Verdun kam.
Eine Möglichkeit ist, dass das Veldenzer Tal schon ab dem 6. Jahrhundert zum Bistum Verdun gehörte. Bertharius von Verdun beschrieb in seiner um das Jahr 915 verfassten Bistumschronik, dass das Bistum zur Zeit des Bischofs Agericus (Amtszeit 550–588) Ländereien an der Mosel und „Mondium“ vom austrasischen König Childebert II. (Regentschaft 575–596) geschenkt bekommen habe, darunter einige, womit es seinen Bedarf an Wein decken könne und etwas „was unterhalb von Trier“ lag. Der Historiker Crollius sah darin den Nachbarort Mülheim beschrieben, zu dem Veldenz gehört hätte.
Es ist aber auch denkbar, dass das Veldenzer Tal noch im 7. Jahrhundert dem fränkischen Adligen und Großgrundbesitzer Adalgisel, auch Grimo genannt, gehörte, der es mit einem Testament vom Dezember 634 dem Bistum Verdun hinterlassen haben soll. In der aus dem 10. Jahrhundert stammenden Abschrift dieses Testaments ist der am gegenüberliegenden Moselufer gelegene Nachbarort Lieser als Teil seines zu vererbenden Grundbesitzes namentlich genannt.
Nach einer Chronik von M. Merian und M. Zeiller aus dem 17. Jahrhundert, deren Wahrheitsgehalt allerdings infrage gestellt wird, wäre Veldenz nach der Römerzeit eine fränkische Landschaft gewesen, die Karl der Große (Regentschaft 768–814) zu einer erbeigenen Herrschaft gemacht habe. Im Jahr 930 sei Philips Graf zu Veldenz gewesen, der Hofmeister des ostfränkischen Königs Heinrich I.
Der Name von Veldenz erschien erstmals in Urkunden, die im Laufe des 11. Jahrhunderts ausgestellt wurden. Diese führen es unter den Gütern des Bistums Verdun auf als eines in einer Gruppe von vier Dörfern, jedes mit einer Kirche und mit dem Bischof als Lehnsherrn. Aus ihnen geht auch hervor, dass das Magdalenenkloster von Verdun Rechte am Ort hielt, die ihm vom Bistum übertragen worden waren und die es sich von den jeweiligen Regenten bestätigen ließ.
In der ältesten dieser Urkunden, ausgestellt am 8. Juli 1025 in Straßburg, bestätigte König Konrad II. (Regentschaft 1024–1039) auf Bitten seiner Gemahlin Gisela und des Bischofs Robert von Verdun († 1039) dem Kloster St. Maria Magdalena in Verdun alle Güter, die diesem deren Vorgänger Heinrich II. (Regentschaft 1002–1024) und Bischof Heimo von Verdun († 1024) zugewendet hatten. Darunter „ȩcclesiam etiam de Molinis Uualdentiȩ“, also auch eine Kirche an einem Ort dessen Namen mit „Veldenzer Mühlen“ übersetzt werden könnte. In derselben Aufzählung findet sich ebenfalls die Kirche aus dem Nachbarort Mülheim erwähnt.
König Heinrich III. (Regentschaft 1039–1056) bestätigte am 16. Juni 1040 in Metz die Güter von St. Maria Magdalena in Verdun, darunter dieselbe Kirche, und als Kaiser am 4. Juni 1047 in Speyer wiederum dieselbe Kirche.  Die Besitzaufzählung wurde in eine Urkunde Papst Leos IX. zum 26. Oktober 1049 übernommen. Bereits zuvor, im September des Jahres 1047 überschrieb Theoderich, der 41. Bischof von Verdun, dem Kloster der Hl. Magdalena zu Verdun unter anderen den neunten Teil der Weinernte in Veldenz. In der Urkunde heißt es: Do igitur …, nonam partem etiam de vino, quantumcumque colligitur de omni vinifero ad Episcopum pertinente, sive Valdentiae, sive Scarponnae, sive Hattonis-castri, sive Sampiniaci, sive Manhoderi, sive in omni loco ad Episcopum pertinente.
(Übergebe also …, auch den neunten Teil des Weins, egal wie viel von allen Weinreben die dem Bischof gehören gelesen wird, sei es in Veldenz, Dieulouard, Hattonchâtel, Sampigny, Manheulles, oder an jedem Ort der dem Bischof gehört.)
Einige dieser Urkunden gelten den Historikern als echt, andere als interpoliert oder gefälscht. Eine Urkunde Kaiser Heinrichs IV. (Regentschaft 1056–1105), ausgestellt am 1. Juni 1085 in Metz, betreffend die Rückgabe des von dem Ritter Emicho als Lehen besessenen dritten Teils der vier Kirchen in Veldenz und seinen Nachbarorten Dusemont, Mülheim und Burgen an das Domkapitel von Verdun, galt im 19. Jahrhundert als echt und seit dem 20. Jahrhundert als gefälscht.

Danach folgte ab 1086 Emich V. († 1115), Graf von Kyrburg und Schmidtburg, als Lehnsmann.

#### 12. Jahrhundert / Begründung der Grafschaft

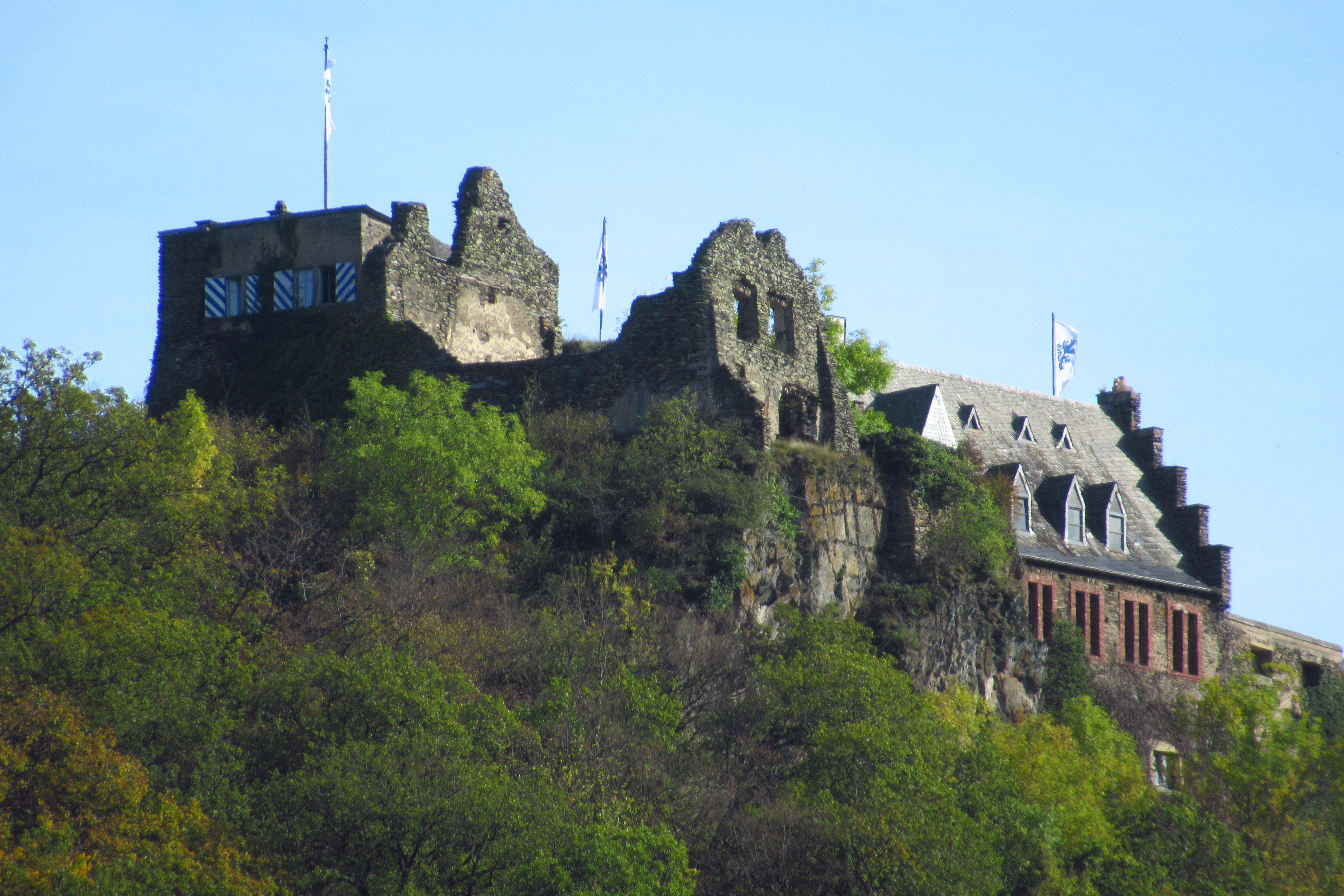
Im 12. Jahrhundert wurde das sogenannte Schloss Veldenz als Stammsitz der Grafen von Veldenz angelegt. Auf einem Felssporn oberhalb der Ortschaft errichtet wuchs die Burg zu einer der größten Festungen an der Mosel und diente bei Bedarf auch als Residenz für den Lehensherrn von Veldenz, den Bischof von Verdun.

Die Bischöfe von Verdun verweilten öfter in Veldenz. Am Ort gab es eine Bischofsresidenz. In der Bistumschronik wird vom Sommer 1107 berichtet, dass Bischof Richhard I. während seines Aufenthalts in Veldenz erkrankte. Er wurde von dort nach Trier gebracht, wo er von Erzbischof Bruno (Amtszeit 1102–1124) die hl. Ölung erhielt und starb.
Während der ersten Hälfte des 12. Jahrhunderts erbte Gerlach († vor 1146) (Gerlach I.), der zweitgeborene Sohn von Emich V. († 1115) dessen verdunische Lehen. Damit begründete er eine neue Grafschaft in Veldenz, wo er seinen Stammsitz als erster Graf von Veldenz nahm. Vermutlich hat er, vielleicht aber auch schon sein Vater, die Burg am Ort erbaut. Jedenfalls wird er 1130 erstmals als Graf von Veldenz bezeichnet.
(→ Siehe Artikel Schloss Veldenz)
(→ Siehe Artikel Grafschaft Veldenz)

#### 13. Jahrhundert / Verleihung von Stadtrechten
Mitte des 13. Jahrhunderts endete die sogenannte ältere Linie der Grafen von Veldenz nach fünf Generationen mit Gerlach V. († 1259). Dessen Erbtochter Anna heiratete im Jahr 1270 Heinrich I. Graf von Hohengeroldseck († 1298) der damit die Herrschaft über die Grafschaft Veldenz übernahm. 1279 wurde Graf Heinrich von Veldenz Truchsess (Hofamt) beim Kurfürst und Erzbischof Werner von Mainz und schloss mit ihm ein Schutz- und Trutzbündnis ab. Heinrich entwickelte die Ortschaft zu einem Handelsplatz. Auf sein Betreiben hin wurden 1286 „seinem Dorf Veldentzen“ durch König Rudolf I. von Habsburg Stadt- und Marktrechte verliehen.

#### 14. Jahrhundert

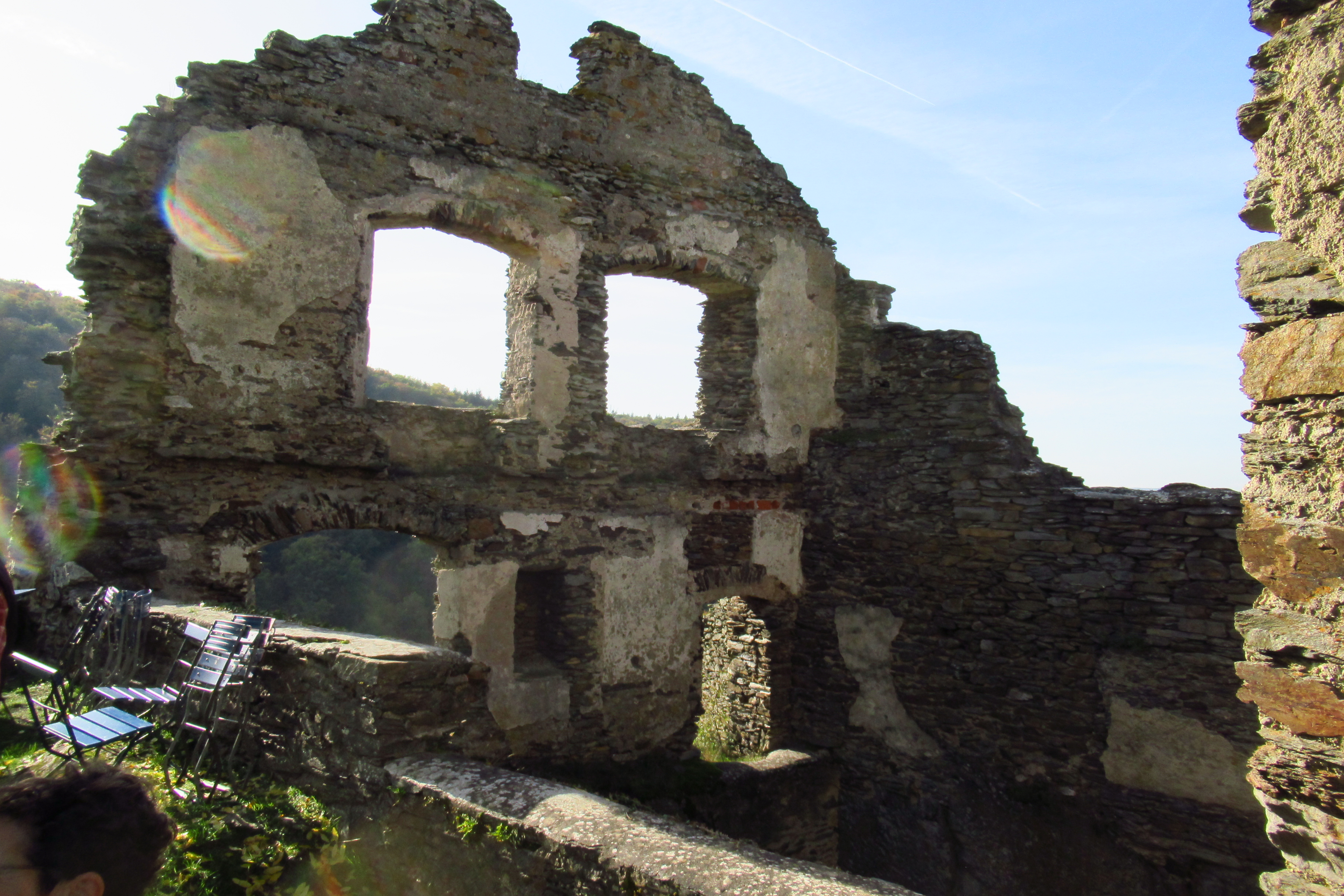
Im 14. Jahrhundert, so darf man annehmen, prosperierte der Ort. Der Burgherr Georg I. von Veldenz und Geroldseck beschäftigte sich mit der Erweiterung seiner Festung um das sogenannte Gerichtsgebäude. Von dem einst stattlichen Gebäude sind praktisch nur noch die weithin sichtbaren Giebelwände erhalten, an denen das Holz geborgen wurde das eine Datierung ermöglichte.

Aus einer Lehensurkunde von 1334 geht hervor, dass Bischof Henrich IV. († 1349) von Verdun die Vogtei Veldenz mit Bann und Burg zusammen mit der Vogtei der Höfe zu Moulins (Mühlenheim?), St. Wedart, Baumholder und Wolfersweiler als Lehen vergab und sich dabei ausbedingte, dass dem Bischof und seinem Gefolge jederzeit eine Residenz in der Burg zur Verfügung zu stehen habe.
Für das 2. Viertel des 14. Jahrhunderts (1325–1350) konnte durch dendrochronologisch datierte Holzreste aus dem Giebel des sogenannten Gerichtsgebäudes des Schlosses Bautätigkeit von Georg I. von Veldenz und Geroldseck († 1347) nachgewiesen werden.

Kirchlich war das sogenannte Amt Veldenz in drei Pfarreien mit Sitz in Veldenz, Mülheim und Dusemont organisiert. Zur Pfarrei Veldenz gehörten auch Burgen, Gornhausen und Thalveldenz. Die Kirchen in Veldenz und Dusemont standen im Eigentum des Verduner Magdalenenstifts.

### Frühe Neuzeit

#### 15. Jahrhundert / Pfalz-Zweibrücken

Mitte des 15. Jahrhunderts fiel Veldenz als Erbschaft an das Herzogtum Pfalz-Zweibrücken. Als sich der Pfalzgraf im 16. Jahrhundert der Reformation anschloss wurde das kleine Veldenzer Territorium (in der Karte blau, oben links) zu einer protestantischen Exklave des Herzogtums inmitten des katholischen Gebiets von Kurtrier.

Mitte des 15. Jahrhunderts endete die Linie der Grafen von Veldenz-Geroldseck mit Friedrich III. († 1444). Veldenz mit Burg und Umland fiel durch Erbschaft an die Grafen von Pfalz-Zweibrücken.

#### 16. Jahrhundert / Reformation
1543 bis 1694 gehörten Ort und Umland zum Fürstentum Pfalz-Veldenz.
Im 16. Jahrhundert war Veldenz noch bis viele Jahre nach Beginn der Reformation geprägt von einer intensiven spätmittelalterlichen Kirchenfrömmigkeit. Am 1. September 1534 kaufte der in Zweibrücken residierende und evangelisch bekennende Ruprecht von Pfalz-Veldenz, den Veldenzer Besitz des Magdalenenstifts für die Summe von 2.580 Gulden. Trotzdem blieb Veldenz eine katholische Exklave in seinem sonst evangelischen Herrschaftsbereich. Es gab eine beachtliche katholische Opposition in Veldenz. Die beiden Ortspfarrer und ein Kaplan erklärten sich erst 1540 auf landesherrlichen Befehl dazu bereit, ihr Amt im Sinne der evangelischen Lehre zu führen.
Der katholische Pfarrer von Dusemont wurde schließlich 1543 entlassen, weil er seine Erklärung von 1540 nie umgesetzt hatte und sich immer noch weigerte evangelisch zu werden. Der Veldenzer Pfarrer Peter Bingardt betreute in den folgenden Jahren die Dusemonter Pfarrei mit. Er beklagte sich sehr darüber, dass seine Gottesdienste nicht gut besucht wurden. Veldenzer Familien die katholisch geblieben waren wanderten dann aus. Sie errichteten nicht weit weg, knapp außerhalb der Grafschaft zwischen Dusemont und Filzen den Weiler Neu-Filzen.
1546/1547 endete der Schmalkaldische Krieg mit der Niederlage der protestantischen Landesfürsten. Herzog Wolfgang von Pfalz-Veldenz, der Nachfolger von Ruprecht, hatte nicht daran teilgenommen und sich neutral verhalten. Weil die Erzbischöfe der umliegenden Bistümer sich bemühten die Reformation so weit wie möglich rückgängig zu machen, befand sich Veldenz schließlich in einer besonders prekären Situation als protestantische Exklave inmitten des katholischen Kurtrier.
Am 20. März 1549 schickte Erzbischof Johann V. von Isenburg eine Visitationskommission unter Führung des Koblenzer Domdechanten Georg von der Leyen nach Veldenz. Diese übernahm die Kirche und bot Pfarrer Bingardt an bleiben zu können, wenn er zur katholischen Glaubenspraxis zurückkehre. Der wollte aber nicht und wurde kurzerhand mit einem Berufsverbot belegt und aus dem Pfarrhaus geworfen. In Veldenz zog wieder katholisches Leben ein und Nikolaus Sebel aus Niederemmel wurde neuer Pfarrer.
Nach zwei Jahren entspannte sich durch den Passauer Vertrag zwischen dem römisch-deutschen König Ferdinand I. und den protestantischen Reichsfürsten die Lage für die evangelische Seite wieder. Nun entsandte Herzog Wolfgang eine Generalvisitation und lud die katholischen Pfarrer aus Veldenz und Dusemont nach Lichtenberg vor. Dass beide in wilder Ehe lebten interessierte den Landesfürsten nicht weiter. Der Dusemonter Pfarrer durfte sein Amt behalten, nachdem er aus eigenem Antrieb versprach evangelisch zu predigen. Der Veldenzer Pfarrer war weniger kooperativ, durfte aber ohne Sanktion gehen und 1556 wurde ein evangelischer Nachfolger eingesetzt. Durch den Augsburger Religionsfrieden wurde dann auch in Veldenz der Bekenntnisstand reichsrechtlich abgesichert und die bischöfliche Jurisdiktion beendet. Seit dem konsolidierte sich das evangelische Leben im Amt Veldenz.
Nach der Niederschlagung der Reformation in Trier flohen im Dezember 1559 die Führer der evangelischen Bewegung von dort nach Veldenz und in den folgenden Wochen folgten weitere Exulanten. Die Flüchtlinge waren meist Handwerker und Gewerbetreibende, von denen viele bald weiterzogen, weil sie in den Bauerndörfern von Veldenz kein Auskommen fanden.
In Veldenz gab es wenigstens seit dem 16. Jahrhundert eine rege Bergbautätigkeit im Berg bei der Burg. Kupfer, Blei und Silber wurden gewonnen. Etwa 30 bis 50 Stollen finden sich noch in Karten verzeichnet. Dendrochronologisch konnte nachgewiesen werden, dass die Radstube des Kupferbergwerks Commels schon 1540 in Betrieb war. Es bestand aus zwei Stollen, Karlsgrube und Frische Muth genannt, und einer Schmelzhütte. Nach einer 1601 vorgenommenen Probe lag der Kupfergehalt im Erz um die 30 %.
So gab es denn auch eine Pfälzisch-Zweibrückische Münzstätte in Veldenz in der aus dem eigenen Bergsilber erst Weißpfennige, und dann von 1570 bis ca. 1581, später bis etwa 1609 Taler, Halbbatzen und Pfennige geprägt. Nach einer Unterbrechung nahm von 1608 bis 1623 Georg Gustav die Münzprägung in Veldenz wieder auf.

#### 17. Jahrhundert / Kriege und Zerstörungen

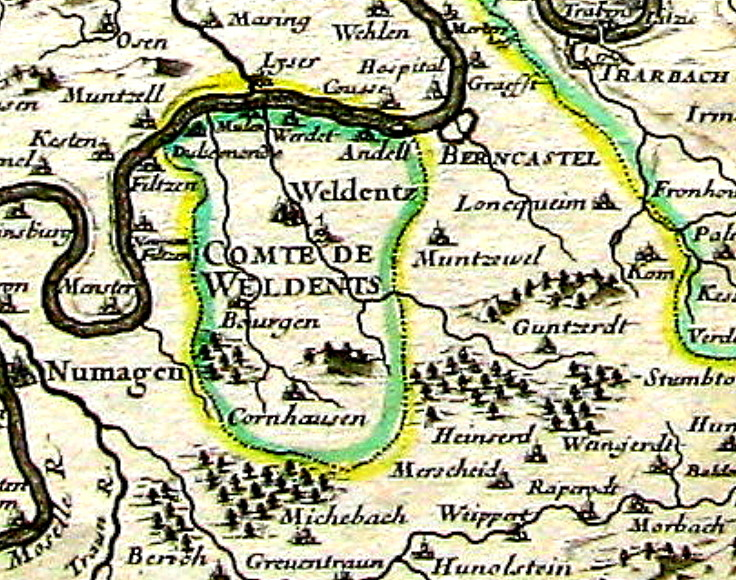
Im 17. Jahrhundert war Veldenz Objekt territorialer Begehrlichkeiten verschiedener Akteure. Im Zuge einer Annexion gegen Ende des Jahrhunderts erfassten französische Kartografen die Lage der Ortschaften. In der gezeigten Karte von 1696 wird mit Anpassung an die französische Sprache Weldentz als eines von mehreren Dörfern der Grafschaft Compte de Weldents dargestellt, die eine Exklave der französischen Saarprovinz (grüne Linie) war, die auch bei Trarbach bis an die Mosel reichte.

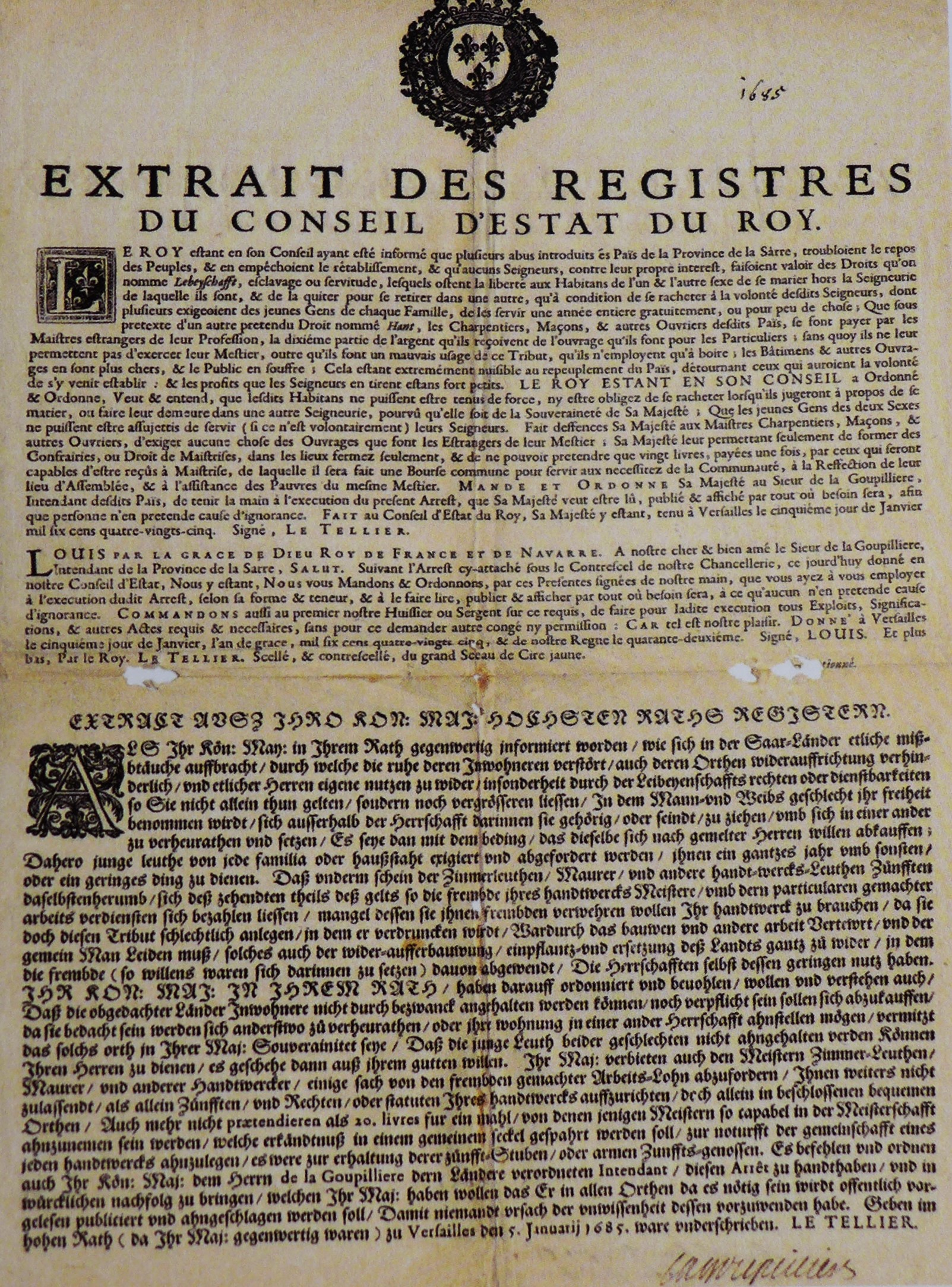
Per Erlass von 1685, verfasst in deutscher und französischer Sprache, wurde die Leibeigenschaft beendet. Die Bevölkerung sollte durch die neue Freiheit und Freizügigkeit bei Ansiedlung und Heirat besser an Frankreich gebunden werden.

##### Dreißigjähriger Krieg
Während des Dreißigjährigen Kriegs (1618–1648) war Veldenz von 1627 bis 1648 durch Kurtrier besetzt. Der Trierer Erzbischof Christoph von Sötern versuchte unter dem Schutz der spanischen Besatzung Veldenz unter seine Herrschaft zu bringen. 1628 kamen seine Emissäre und richteten sich in der Pfarrei Mülheim ein. Sie ließen die evangelischen Pfarrer von Veldenz und Dusemont die Pfarrhäuser räumen und verlangten von allen Einwohnern sich der Römisch-katholischen Kirche anzuschließen. Bis 1640 gab es allerdings nur 16 Konvertiten in Veldenz und die meisten evangelisch gebliebenen gingen über die Moselberge nach Traben-Trarbach zur Messe. Nach dem Krieg erlangte Leopold Ludwig von Pfalz-Veldenz seine Herrschaft über Veldenz zurück. Er ersetzte 1649 die katholischen Pfarrer wieder durch Lutheraner. Seine katholischen Untertanen tolerierte er jedoch, die durften die Messe in den katholischen Nachbardörfern besuchen. Gegenüber Juden war er nicht so tolerant, die durften sich im Amt Veldenz weder niederlassen noch aufhalten. Abschließend kaufte er 1661 dem Trierer Erzbischof Karl Kaspar von der Leyen für 20.000 Taler die Hochgerichtsbarkeit im Amt Veldenz ab.

##### Französische Annexion
Im ausgehenden 17. Jahrhundert wurde Veldenz zum Objekt einer aggressiven Expansionspolitik des französischen Königs Ludwig XIV., Reunionspolitik genannt. Weil, so lautete jedenfalls die vorgeschobene Begründung, Veldenz ein Lehensgut vom Bistum Verdun gewesen sei, sollte es wieder mit Frankreich vereinigt werden. Als der vorgeladene Pfalzgraf Leopold Ludwig dem nicht freiwillig zustimmen wollte, wurde Veldenz am 16. Juli 1680 von französischen Truppen besetzt. Die Festung Schloss Veldenz, wo nur drei Mann Besatzung mit einem Kommandanten wachten, konnte ohne ernsthaften Widerstand von einer aus Metz entsandten Dragonereinheit übernommen werden. Der hilflose, entfernt residierende Pfalzgraf konnte nicht mehr als protestieren, woraufhin auch dessen Einnahmen aus der Veldenzer Grafschaft beschlagnahmt wurden. Im Folgejahr unterwarf sich der Pfalzgraf schließlich und das Veldenzer Territorium blieb als Teil einer neuen Saarprovinz (Province de la Sarre) bei Frankreich. Das Schloss, das bis dahin als eine von wenigen Festungen im Rheinland die vorhergehenden Kriege überdauert hatte, wurde Ende 1681 geschleift um zukünftig eventuellen Widerstand zu erschweren.
Im Jahr 1684 gewährte der königliche Intendant de La Goupillière den Katholiken das Simultanrecht in den evangelischen Kirchen, mit der Einschränkung, dass wenn es mehrere Kirchen am Ort gab, die jeweils kleinere den Katholiken zur Verfügung stehen sollte. Für das Amt Veldenz bedeutete das, dass nur die Kirche in Dusemond für die Katholiken geöffnet wurde, aber alle anderen, insbesondere die im Ort Veldenz evangelisch blieben. Im Folgejahr wurde eine katholische Pfarrei für das Amt Veldenz mit Sitz im Nachbarort Dusemond gegründet. Ein katholischer Geistlicher namens Schwan versuchte dennoch eigenmächtig die Veldenzer Kirche in Besitz zu nehmen. Er wurde aber vom Intendanten wieder nach Dusemont zurückverwiesen und musste die Schlüssel abgeben. Dabei blieb es während der ganzen Reunionszeit.
Im Januar 1685 wurde in Veldenz die Leibeigenschaft aufgehoben und Freizügigkeit bei Ansiedlung und Heirat gewährt. Insgesamt blieben die Einwohner von Veldenz überwiegend evangelisch. 1688 wurden in der Grafschaft 53 katholische und 204 lutherische Bürger gezählt.
Ende 1697, mit dem Frieden von Rijswijk, musste Frankreich das Veldenzer Territorium an die Kurpfalz abgeben, wofür der Herzogin von Orleans eine Abfindung gezahlt wurde. Die Vereinbarung sah vor, dass in allen Dörfern der Grafschaft, also auch in Veldenz ein Simultaneum bestehen sollte. Dennoch blieb die Veldenzer Kirche zunächst nur evangelischen Geistlichen vorbehalten, was in der Gemeinde für einige Querelen durch den katholischen Pastor Altrich sorgte. Er setzte sich mit rabiaten Methoden durch. Mit Hammer und Meißel brach er die Tür der Veldenzer Kirche auf und hielt fortan Messen. Doch damit nicht genug. Er störte auch die evangelischen Gottesdienste, indem er mit einer Prozession zur Kirche zog und die während des Gottesdienstes verschlossenen Türen aufhebelte. Er bemächtigte sich des Kleinen Zehnten der der evangelischen Kirchengemeinde zur Bezahlung ihres Geistlichen zugestanden hätte. Letzteres geschah auch im Nachbarort Mülheim, wo er zudem im Streit die Heuernte verbrannte.

#### 18. Jahrhundert

##### Spanischer Erbfolgekrieg (1701–1714)
Im Laufe des Spanischen Erbfolgekriegs (1701–1714) war Veldenz wechselnden Besetzungen ausgeliefert. Im November 1702, anlässlich eines Rückzugs der französischen Truppen nach Lothringen, hinterließ deren Anführer de Tallard Besatzungen in den Festungen von Veldenz und dem nahen Trarbach. Am 31. Januar 1703 nahmen die Truppen des deutschen Kaisers Veldenz ein. Der Husarenobrist Freiherr von Loos ließ sechs Bomben zur Sprengung der Schlosspforte anbringen, woraufhin sich der französische Kommandant ergab. Zum 25. März 1703 mussten die kaiserlichen Soldaten wieder aus Veldenz abziehen, weil Marschall de Tallard mit mehreren tausend Soldaten zum Entsatz anrückte.

##### Sturmsonntag
Nach dem Krieg, im Jahr 1715, wurde die sogenannte „Sturmprozession“ eingeführt. Zu Mariä Namen, dem „Sturmsonntag“ genannten Patronatsfest, zogen die Katholiken aus Dusemond mit einer Prozession nach Veldenz, zur Erinnerung an die Erstürmung der evangelischen Kirche in Veldenz am 12. September 1681 durch katholische und französische Truppen, und um an dem Dankgottesdienst anlässlich der Wiedereinführung des katholischen Kultus teilzunehmen. Aus demselben Jahr wird von Veldenz berichtet, dass 190 katholische Kommunikanten gezählt wurden, und der katholische Kaplan und Frühmesser zugleich das Amt eines Schullehrers versah.
Das durch die Kriegsereignisse und Plünderungen stark beschädigte Kirchenschiff der mittelalterlichen Pfarrkirche wurde 1738 neu erbaut. Die mittelalterliche Pfarrkirche wurde beschrieben als ein sehr alter Bau, der mehr das Aussehen eines gewöhnlichen großen Hauses hatte als das einer Kirche. Ein Turm, 20 Schritte davon entfernt auf einem Felsen, diente zur Aufnahme der Kirchenglocken aus vorreformatorischer Zeit. Die Steinkanzel trug die Jahreszahl 1559. Der Altar war der ehemaligen Kapuzinerkirche in Bernkastel entnommen.

##### Kurpfalz-Bayern (1777–1797)
1777 bis 1797 gehörte Veldenz (wie die gesamte Kurpfalz) zu Kurpfalz-Bayern.
1785 wurde das Veldenzer Kupferbergwerk Commels aufgegeben. Das Bergwerk, das in Thalveldenz gegenüber der Burg, wenigstens seit Mitte des 16. Jahrhunderts in Betrieb gewesen war, wurde zusammen mit der Schmelzhütte und allen Gerätschaften zum 22. September 1785 wegen Insolvenz zur Zwangsversteigerung ausgeschrieben.
1788 wurde erstmals eine ausführliche statistische Beschreibung von Veldenz veröffentlicht. Demnach war das Oberamt Veldenz eine Exklave der Kurpfalz an der Mosel, umgeben von Kurtrier. Das Gebiet wurde beschrieben als ein Seitental der Mosel mit „2 Stunden Länge“ und „1,5 Stunden Breite“. Es bestand aus der Burg und den Dörfern Veldenz, Thal, Kornhausen, Burgen, Dusemont, Mülheim und Andel, mit überwiegend Weinbau, etwas Viehzucht mit relativ wenig Ackerland und Wälder auf den Bergen die sonst nicht genutzt werden konnten. In den sieben Dörfern lebten insgesamt 2318 Menschen (516 Familien), es gab 508 Häuser, sieben Kirchen, drei Pfarrhäuser, 1 Schulhaus und 14 Mühlen.
Das Dorf Veldenz wurde beschrieben als ein „Flecken“ der „eine halbe Stunde von der Mosel“ entfernt liegt, mit einer Burgruine „eine Viertelstunde oberhalb“ davon. Es gab keine ordentliche Landstraße, aber es wurde von Guldenzöllnern ein Guldenzoll erhoben. Am Hinzer Bach befanden sich drei Mahlmühlen, eine Öl- und eine Bordmühle. In Veldenz und Thalveldenz lebten 138 Familien, mit 601 Seelen, es gab 130 Häuser, zwei Gemeindehäuser, eine Kirche und ein Pfarrhaus. Die Nutzflächen in der Gemarkung wurden mit 217 Morgen Acker, 87 Morgen Weinberge, 129 Morgen Wiesen, 54 Morgen Gärten, 150 Morgen Weide und 401 Morgen Wald angegeben. Das Kupferbergwerk sei seit drei Jahren verlassen.

### Neueste Geschichte
Von 1801 bis 1814 stand Veldenz unter französischer Herrschaft und gehörte zum Kanton Bernkastel im Arrondissement Trier im Saardepartement. Es fiel nach dem Pariser Frieden von 1814 an Preußen. Die amtliche Zählung von 1852 ergab für das Dorf Veldenz 800 und für das Vorwerk Thalveldenz 220 Einwohner. Das nächstgelegene Postamt befand sich in Mülheim.

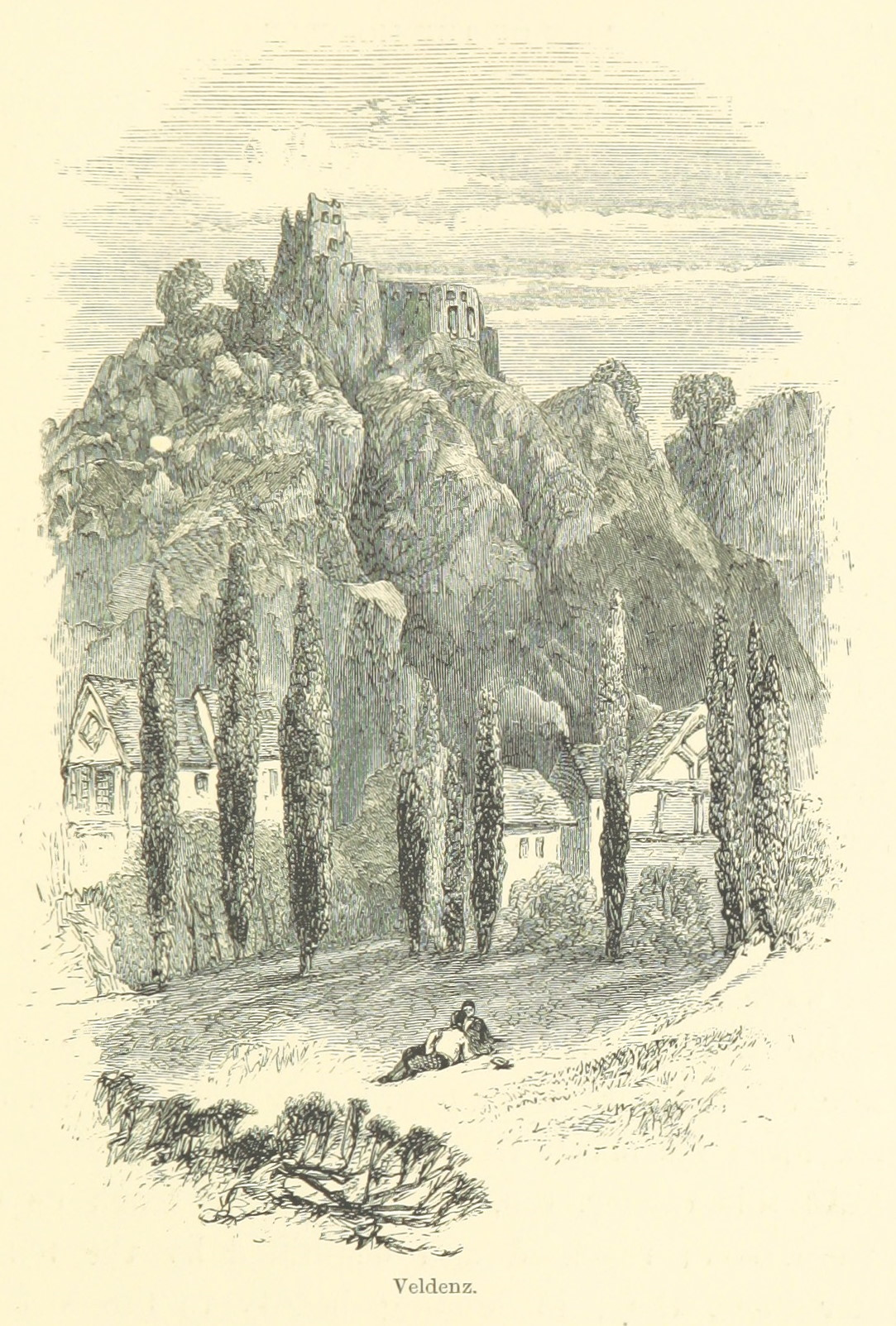
Burgenromantik in Veldenz. Das war Mitte des 19. Jahrhunderts das touristische Bild das von Veldenz an der Mosel vermittelt wurde. (Zeichnung von Octavius Rooke, 1858)

Mitte des 19. Jahrhunderts wurde Veldenz als touristisches Ziel an der „romantischen“ Mosel entdeckt. Reiseautoren wie der Brite Octavius Rooke (1827–1881) machten den Ort als solches bekannt. Die frühen Touristen mussten eine halbe Stunde zu Fuß auf sich nehmen, um vom Moselufer bis an die Schlossruine zu gelangen.
Noch heute findet man zahlreiche Beispiele der fürstlichen Bautätigkeit im 18. Jahrhundert, etwa das Rathaus. Seit 1946 ist der Ort Teil des damals neu gebildeten Landes Rheinland-Pfalz.

## Politik

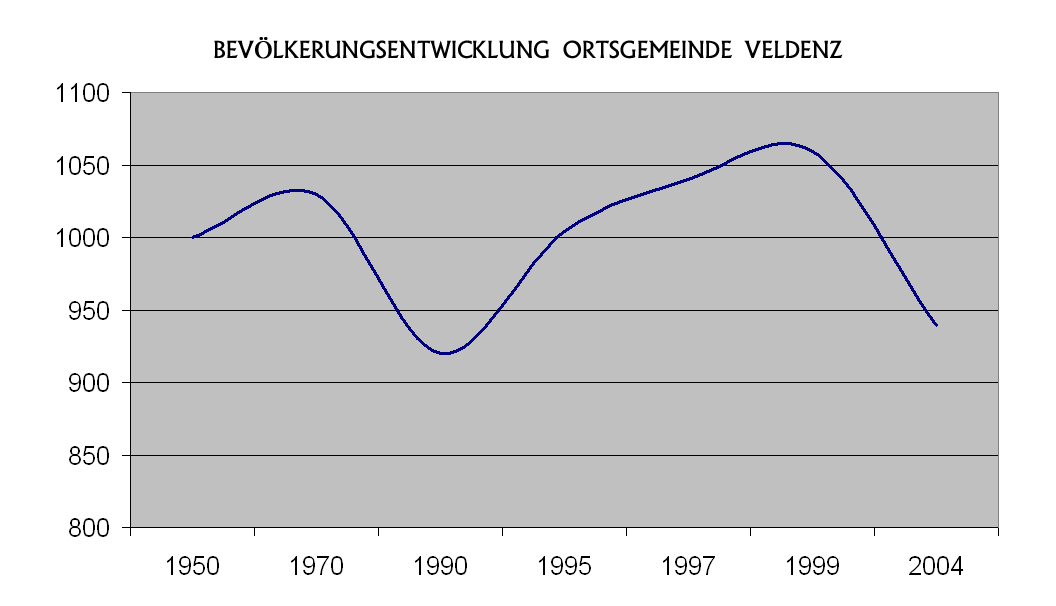
Bevölkerungsentwicklung der Ortsgemeinde Veldenz

### Gemeinderat
Der Ortsgemeinderat in Veldenz besteht aus zwölf Ratsmitgliedern, die bei der Kommunalwahl am 9. Juni 2024 in einer Mehrheitswahl gewählt wurden, und dem ehrenamtlichen Ortsbürgermeister als Vorsitzendem. Bis zur Wahl 2019 wurde in einer personalisierten Verhältniswahl gewählt, da jeweils zwei Wahlvorschlagslisten eingereicht wurden.
Die Sitzverteilung im Ortsgemeinderat:
| Wahl | FWG *             | WG **             | Gesamt   |
| ---- | ----------------- | ----------------- | -------- |
| 2024 | per Mehrheitswahl | per Mehrheitswahl | 12 Sitze |
| 2019 | 5                 | 7                 | 12 Sitze |
| 2014 | 7                 | 5                 | 12 Sitze |
| 2009 | 7                 | 5                 | 12 Sitze |

### Bürgermeister
Norbert Sproß ist Ortsbürgermeister von Veldenz. Bei der Direktwahl am 26. Mai 2019 wurde er mit einem Stimmenanteil von 57,06 % und am 9. Juni 2024 als einziger Bewerber mit 58,1 % für jeweils weitere fünf Jahre in seinem Amt bestätigt.

### Wappen
| Wappen von Veldenz | Blasonierung: „Schräg (rechts) gerautet von Silber und Blau, im rechten Obereck ein Schildchen darin in Silber ein goldbewehrter, rotgezungter blauer Löwe.“ |
| Wappen von Veldenz | Wappenbegründung: Der Löwe ist der Veldenzer Löwe, die Rauten die des Hauses Wittelsbach. Im Jahr 1835 wurde der Löwe vom König von Bayern ins Wappen des Königreichs Bayern übernommen, wo er bis zum Ende des Ersten Weltkrieges, als der letzte bayerische König Ludwig III. im Zuge der Novemberrevolution abdanken musste, verblieb. |

## Kultur und Sehenswürdigkeiten

### Dorfkultur
In den Jahren 1993 und 1995 gewann Veldenz die Silbermedaille der Bundesrepublik im Wettbewerb Unser Dorf soll schöner werden; im Jahr 2006 konnte man im Kreis- und Bezirksentscheid erneut triumphieren. In den Lagen Elisenberg, Kirchberg, Mühlberg, Grafschafter Sonnenberg und Carlsberg wird Weinbau betrieben. Im Ort existieren heute noch rund ein Dutzend Weingüter; Riesling ist die übliche Rebsorte.

### Sehenswürdigkeiten

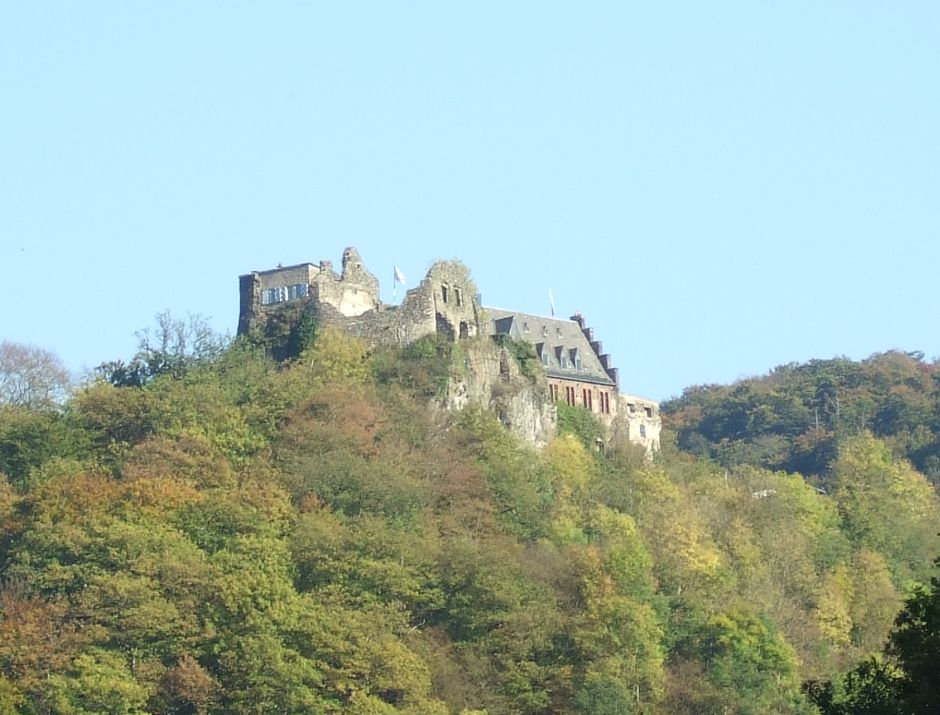
Schloss Veldenz 2007

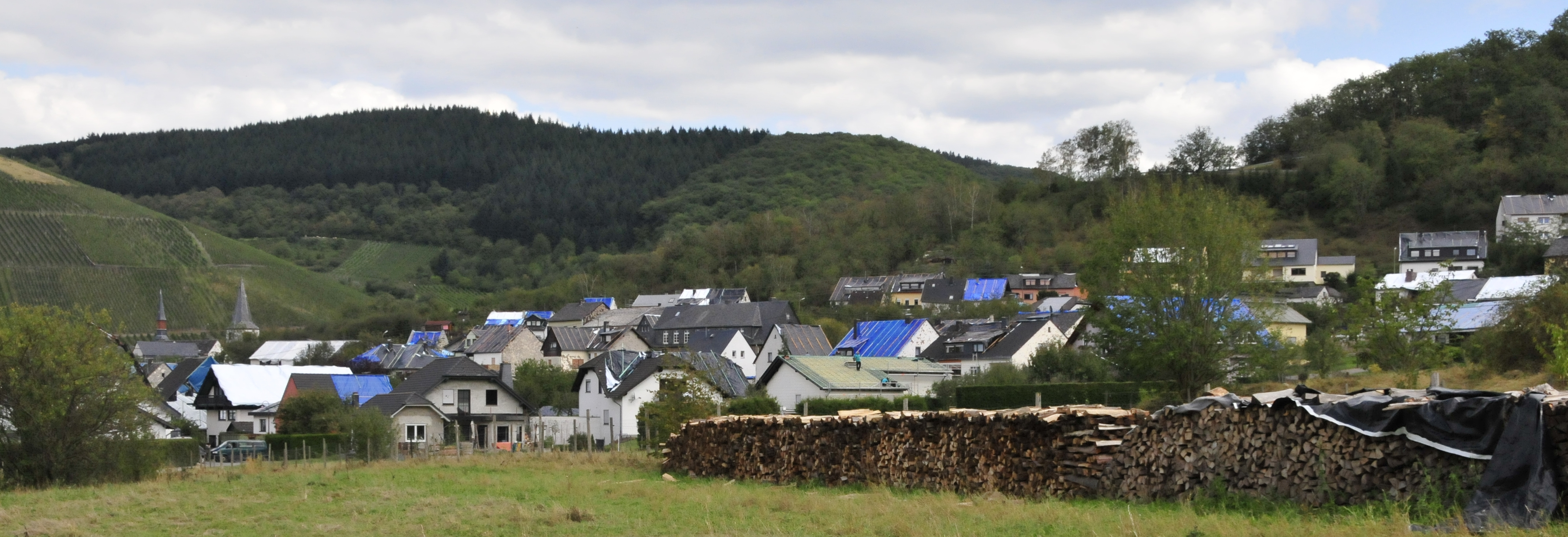
Veldenz am 29. August 2011 mit durch Hagelschlag beschädigten Dächern

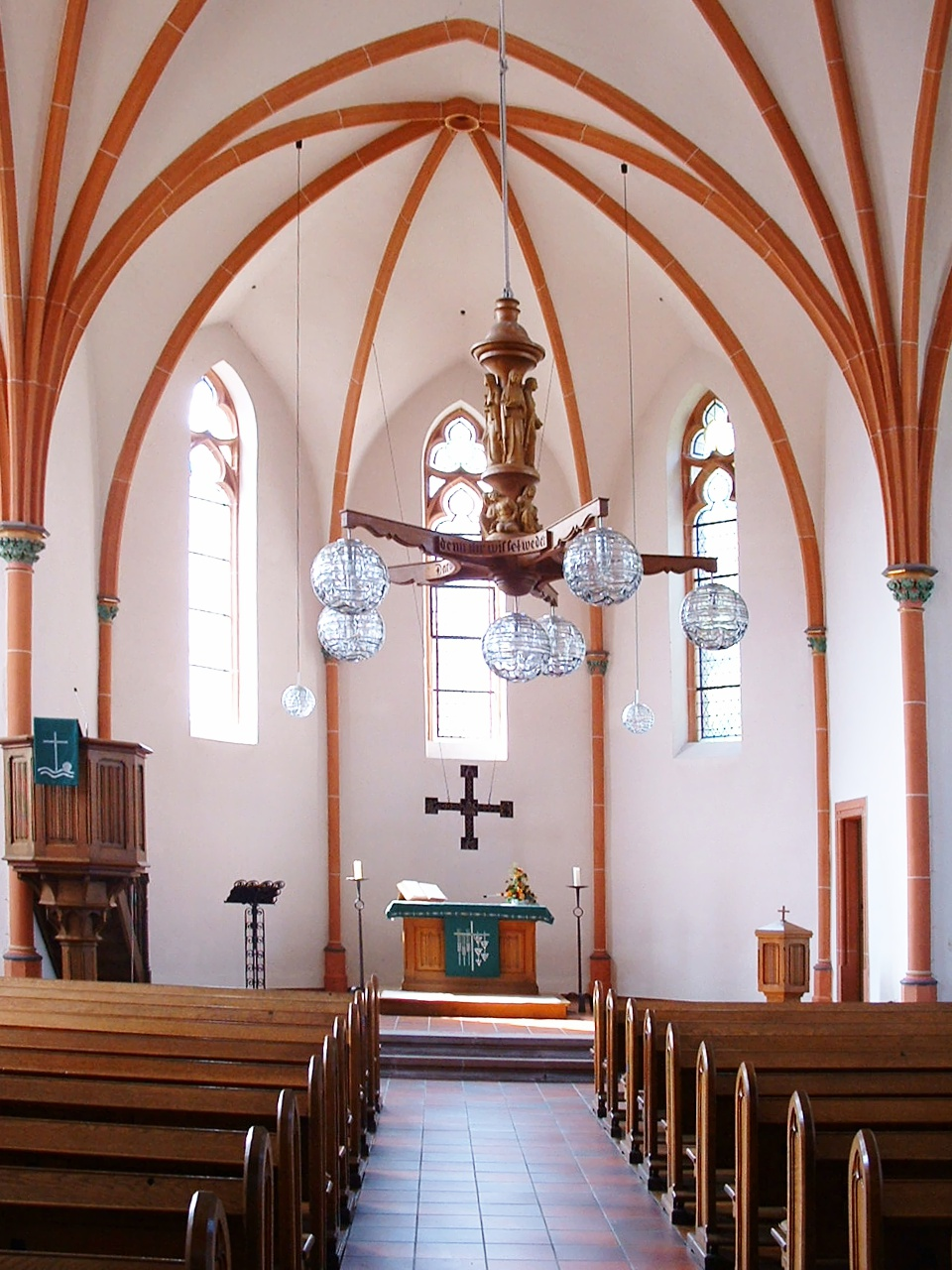
Innenraum der Evangelischen Kirche

Bekannte Sehenswürdigkeiten sind die Villa Romana, die Evangelische Kirche und das Schloss Veldenz. Es existieren weitere Baudenkmale wie etwa das Rathaus, ein Signalturm aus dem 12. Jahrhundert, ein Münzhaus, ein Keltenwall und Museen mit verschiedenen Ausstellungen. Weitere Sehenswürdigkeiten sind ein Krammarkt, ein Bauerngarten, ein Wildgarten, die Josefinenhöhe, der Pionierfelsen, zahlreiche Erz- und Schiefergruben, die Freizeitanlage Roter Bohles und zahlreiche imposante Felsformationen.
Siehe auch: Liste der Kulturdenkmäler in Veldenz

### Motorsport
Der Hunsrück-Auto-Club e.V., Simmern, richtete von 1964 bis 1975 zwölf Bergrennen auf der K 88 aus. Eine gut besuchte Veranstaltung, in der z. B. Fahrer wie Jürgen Neuhaus und Wilhelm Bartels um den Gesamtsieg kämpften.
Veldenz veranstaltet mit dem Morgan-Club Deutschland regelmäßig das „Hunsrück-Bergrennen-Revival“, eine Gleichmäßigkeitsprüfung für klassische Sportwagen. Im Jahr 2000 wurde außerdem Trier offizieller Austragungsort der Rallye Deutschland, einem Lauf zur Rallye-Weltmeisterschaft. Regelmäßig finden seitdem auch Wertungsprüfungen in den Weinbergen der Umgebung statt. Die Kurse zeichnen sich durch kurze, schnelle Geraden gefolgt von scharfen Abzweigen und Spitzkehren in Hanglage aus. Mehrere zehntausend Menschen kommen so am jeweiligen Wochenende im August in die Region um Veldenz.

## Wirtschaft und Infrastruktur
Weinbau und Tourismus spielen eine bedeutende Rolle. Im Veldenz gibt es zwei Dorfplätze, drei Dorfhäuser, einen Dorfsaal, mehrere Grillhütten und -plätze, einen Wein- sowie ein Waldlehrpfad, eine Gedenkstätte, einen Friedhof, zwei Kirchen und einen Sportplatz. Ferner besitzt Veldenz eine eigene Grundschule, einen Kindergarten, einen Jugendraum, einen Bolzplatz und einen Kinderspielplatz. Im Ort befindet sich ein regionales Kinder- und Jugendheim. Rund 45 Kilometer Wanderwege führen um den Ort. Veldenz zählt zum Verkehrsverbund Region Trier (VRT).